# Brody Pomorskie
Brody Pomorskie – wieś kociewska w Polsce położona w województwie pomorskim, w powiecie tczewskim, w gminie Gniew nad Wierzycą.
W pobliżu leśniczówki znajduje się kompleks rekreacyjny z miejscem na ognisko, muzeum leśne oraz mini-zoo (zwierzęta leśne i ptaki).
W latach 1975–1998 miejscowość administracyjnie należała do województwa gdańskiego.